# 北泉村
北泉村（きたいずみむら）は埼玉県の北部、児玉郡に属していた村。

## 地理
- 河川：小山川

## 歴史
- 1889年（明治22年）4月1日 - 町村制施行により、連合戸長制のうち小茂田村を除く北堀村、東五十子村、西五十子村、東富田村、西富田村、四方田村、栗崎村が合併し児玉郡北泉村が成立する。
- 1954年（昭和29年）7月1日 - 本庄町、藤田村、仁手村、旭村と合併し本庄市が発足。同日北泉村廃止。合併時黒字財政だったのはこの村のみというのは地元の昔話。なお西富田飛び地の村民共有地はそのまま残置。市民共有とはならず。ここがのちの早稲田問題の舞台となる。